# العصبة الديمقراطية - حركة حزب العمل
العصبة الديموقراطية - حركة لحزب العمل (Ligue Démocratique-Mouvement pour le Parti du Travail) هي حزب سياسي اشتراكي في السنغال.
بدأت تنشأة الحزب في 1975 وتم الاعتراف به رسمياً في 1981.
أمين عام الحزب هو Abdoulaye Bathily.
المنظمة الشبابية للحزب هي Mouvement de Jeunesse Démocratique.
شارك الحزب في الانتخابات البرلمانية لعام 2001، ولكن دون أن يربح أي مقعد.